# Tonnoirella
Tonnoirella is een geslacht van steltmuggen (Limoniidae). Het geslacht telt één soort en komt voor in Tasmanië en Australië.

## Soorten
- Tonnoirella gemella